# Острови Ясава
Острови Ясава — архіпелаг з приблизно 20 вулканічних островів в Західному окрузі Фіджі, загальною площею близько 135 квадратних кілометрів.

## Географія
Вулканічна група Ясава складається з шести основних островів і численних дрібних острівців. Архіпелаг простягається на 80 кілометрів в північно-східному напрямку від точки в 40 кілометрах на північний захід від міста Лаутока. Острови вулканічного походження, дуже гористі, з вершинами в діапазоні від 250 до 600 метрів. Клімат тропічний, часто бувають посухи.

## Історія
Перші поселення на островах Ясава з'явилися в 700-тих роках до н. е., на декілька сотень років пізніше, ніж на інших островах Фіджі.
Першим європейцем, який побачив острови Ясава в 1789 році після заколоту на Баунті, став британський мореплавець Вільям Блай. В 1794 році острови відвідав Капітан Барбер на кораблі «Артур», але на карту їх нанесли лише у 1840 році, коли архіпелаг детально вивчила експедиція американська експедиція під командуванням Чарлза Вілкса.
Під час Другої світової війни війська США використовували острови для зв'язку між форпостами.

## Туризм, економіка і культура
До 1987 року у зв'язку з політикою уряду Фіджі острови були закриті для наземного туризму. З 1950 року проводились обмежені круїзні рейси, але пасажирам доводилось залишитися на борту своїх суден. Це принесло невеликі прибутки  місцевим жителям.
З початку 1980-х років на острові Тавева працювали 3 дешевих курорти. З часу зняття урядом Фіджі обмеження на наземний туризм на островах групи Ясава, там побудували цілу низку курортів.
У 1980 році на островах Ясава відбувалися зйомки романтично-пригодницького фільму «Блакитна лагуна».